# 张绍文 (清朝)
张绍文，安徽桐城人，清朝政治人物。监生出身。
张绍文曾于1885年接替阳镇任娄县知县一职，1895年由林钧泽接任。